# Antwerpse Havenpijl
A Antwerpse Havenpijl é uma corrida ciclista de um dia belga que se disputa na província de Antuérpia.
Criou-se em 1990 como amador e não foi profissional até lhe edição do 2001 primeiro na categoria 1.5 (última categoria do profissionalismo) e desde a criação dos Circuitos Continentais da UCI em 2005 fazendo parte do UCI Europe Tour, dentro da categoria 1.2 (igualmente última categoria do profissionalismo).
Não tem tido um percurso fixo e se alternaram saídas e chegadas em diferentes municípios da província de Antuérpia.

## Palmarés

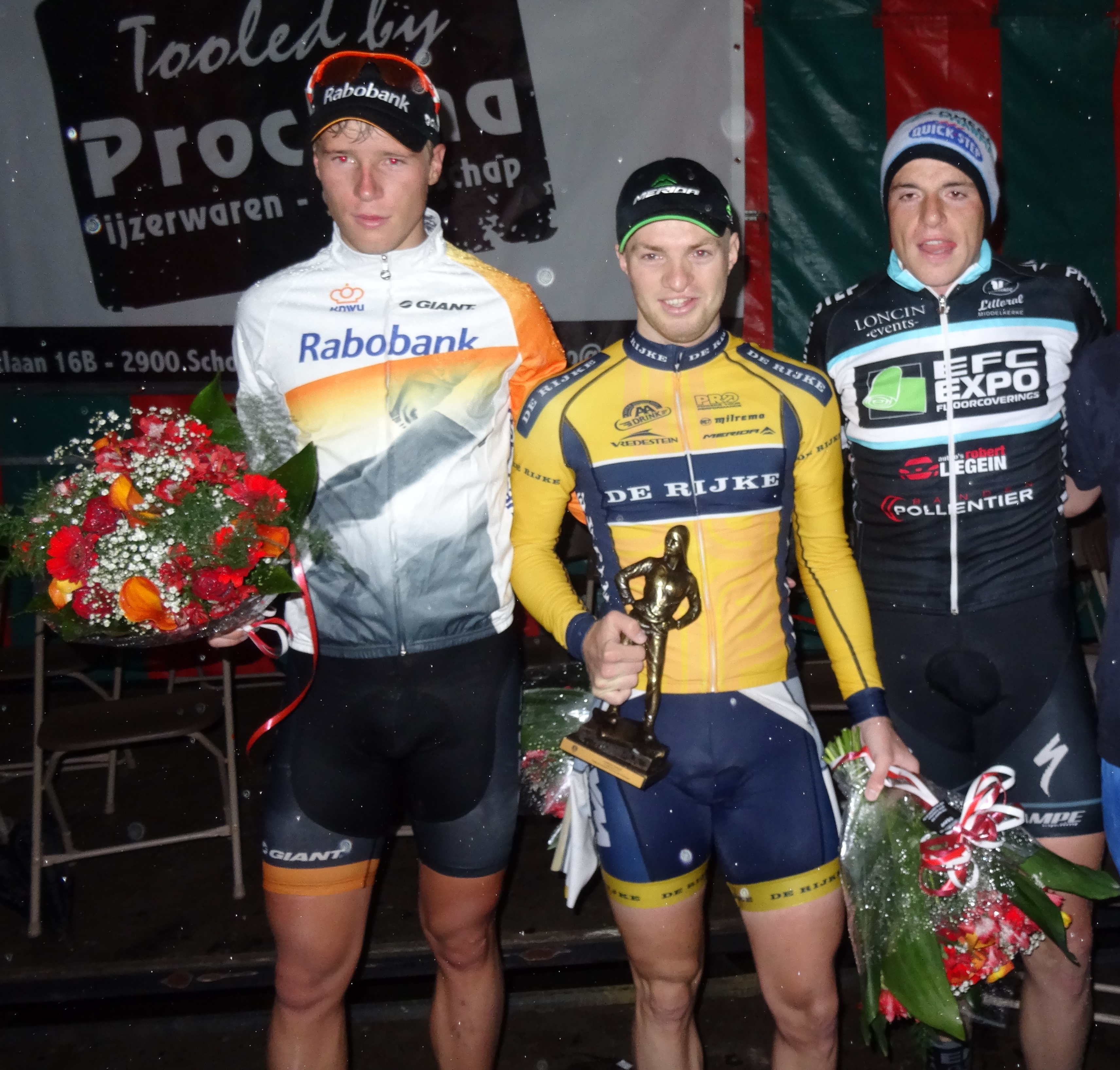
Podium da Antwerpse Havenpijl 2014 : Ivar Slik (2.º), Yoeri Havik (1.º) e Jens Geerinck (3.º).

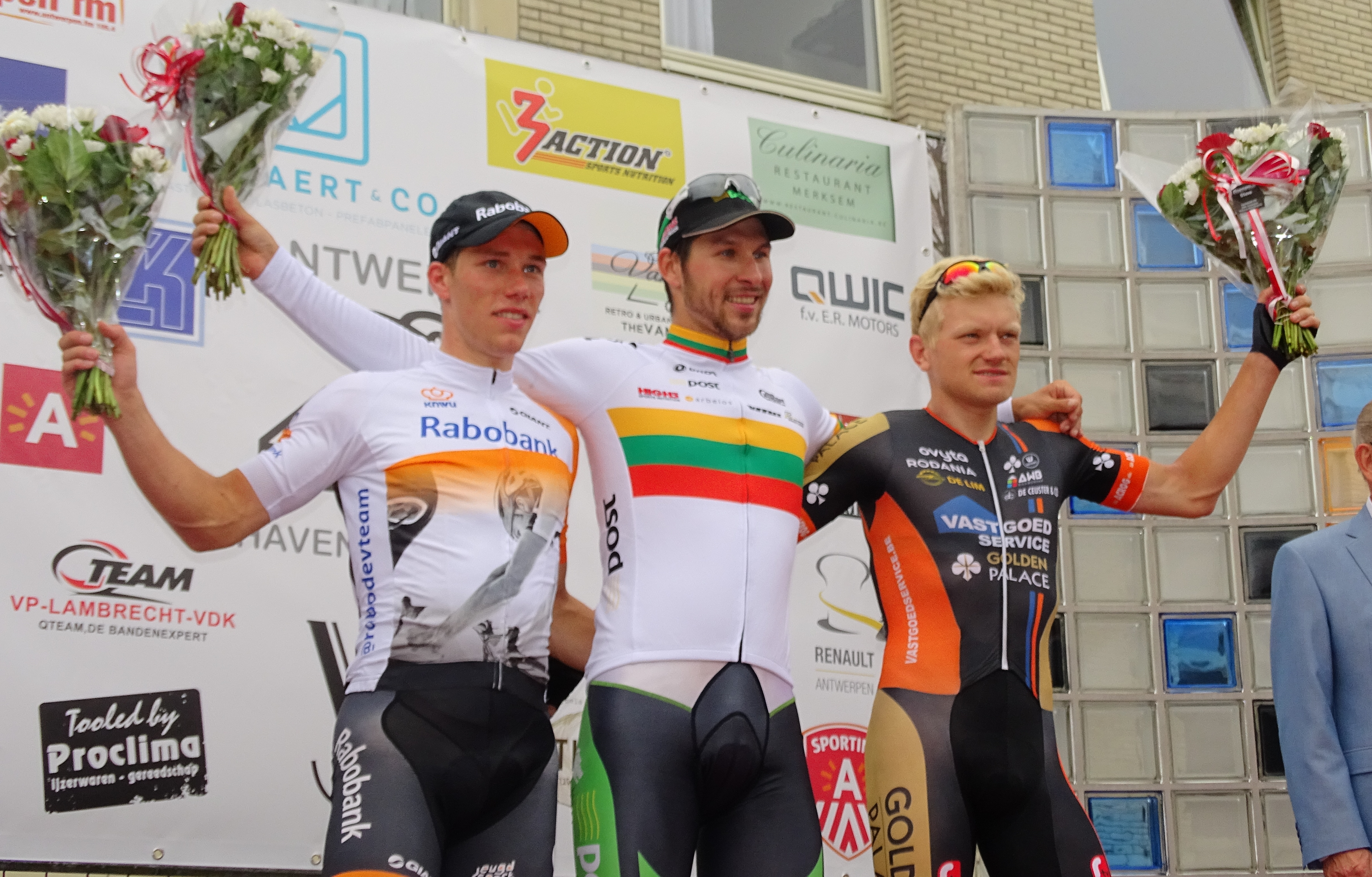
Podium da Antwerpse Havenpijl 2015 : Stan Godrie (2.º), Aidis Kruopis (1.º) e Gerry Druyts (3.º).

Em amarelo: edição amador.
| Ano  | Ganhador                      | Segundo                       | Terceiro                                    |
| ---- | ----------------------------- | ----------------------------- | ------------------------------------------- |
| 1990 | Glenn Huybrechts              | Danny Van Looy                | Patrick Van Roosbroeck                      |
| 1991 | Michel Vanhaecke              | Stéphane Hennebert            | Predefinição:Country data FIM Mika Hietanen |
| 1992 | Stefan Sels                   | Edwin Rutten                  | Ludo Dierckxsens                            |
| 1993 | Rik Claeys                    | Thierry Moeskops              | Stefan Grimon                               |
| 1994 | Gilbert Kaes                  | Johnny Macharis               | Guy Van Hese                                |
| 1995 | Jan Van Immerseel             | Willem-Jan Lambregts          | Wim Sels                                    |
| 1996 | Johnny Dauwe                  | Sven Nys                      | Luc De Moor                                 |
| 1997 | Jan Van Immerseel             | Dave Bruylandts               | Carl Roes                                   |
| 1998 | Darius Strole                 | Raimondas Vilčinskas          | Danny Van der Massen                        |
| 1999 | Raimondas Vilčinskas          | Andrejus Zubrovas             | Aivaras Baranauskas                         |
| 2000 | Cancelada devido ao mau tempo | Cancelada devido ao mau tempo | Cancelada devido ao mau tempo               |
| 2001 | Michel Vanhaecke              | Bert Roesems                  | Martin Derganc                              |
| 2002 | Marc Rolland                  | Gino De Weirdt                | Peter Schoonjans                            |
| 2003 | Hans De Meester               | Darius Strole                 | Cedric Van Lommel                           |
| 2004 | Peter Ronsse                  | Vadim Vdovinov                | Robby Meul                                  |
| 2005 | Não se disputou               | Não se disputou               | Não se disputou                             |
| 2006 | Vytautas Kaupas               | Fredrik Johansson             | Ivailo Gabrovski                            |
| 2007 | Denis Flahaut                 | Aidis Kruopis                 | Stefan Heiny                                |
| 2008 | Jonas Aaen Jørgensen          | Michael Van Staeyen           | Wouter Van Mechelen                         |
| 2009 | Jens-Erik Madsen              | Stefan Van Dijk               | Denis Flahaut                               |
| 2010 | Rob Goris                     | David Boucher                 | Fredéric Amorison                           |
| 2011 | Pirmin Lang                   | Remco Te Brake                | Mats Boeve                                  |
| 2012 | Joeri Stallaert               | Eugenio Alafaci               | Kevin Claeys                                |
| 2013 | Preben Van Hecke              | Stef Van Zummeren             | Stijn Steels                                |
| 2014 | Yoeri Havik                   | Ivar Slik                     | Jens Geerinck                               |
| 2015 | Aidis Kruopis                 | Stan Godrie                   | Gerry Druyts                                |
| 2016 | Timothy Dupont                | Enzo Wouters                  | Kenny Dehaes                                |
| 2017 | Arvid De Kleijn               | Harry Tanfield                | Arjen Livyns                                |
| 2018 | Tibo Nevens                   | Edward Planckaert             | Bas van der Kooij                           |
| 2019 | Tibo Nevens                   | Bas van der Kooij             | Arne Marit                                  |

## Palmarés por países
| País          | Vitórias |
| ------------- | -------- |
| Bélgica       | 17       |
| Lituânia      | 4        |
| Dinamarca     | 2        |
| Países Baixos | 2        |
| Austrália     | 1        |
| França        | 1        |
| Suíça         | 1        |